# Frédéric de Reiffenberg
Frédéric de Reiffenberg, född 14 november 1795 i Mons, död 18 april 1850 i Saint-Josse-ten-Noode, var en belgisk baron och historiker.
Reiffenberg deltog som löjtnant i slaget vid Waterloo 1815 och var 1822–37 professor i filosofi först i Leuven och därefter i Liège. Sistnämnda år blev han överbibliotekarie vid kungliga biblioteket i Bryssel.
Reiffenberg skrev bland annat Histoire de la Toison d'or (1830), Histoire du comté de Hainaut (tre band, 1849) samt utgav "Documents pour servir a l'histoire des provinces de Namur, de Hainaut et de Luxembourg" (fem band, 1844–48) och åtskilliga äldre författares verk rörande Belgiens historia. Omnämnas bör även den av honom redigerade "Annuaire de la bibliothéque royale de Belgique" (elva band, 1840–50). Han var ledamot av Belgiska akademien och Institut de France samt en bland stiftarna av "Collection des chroniques belges inédites".